# Herbst

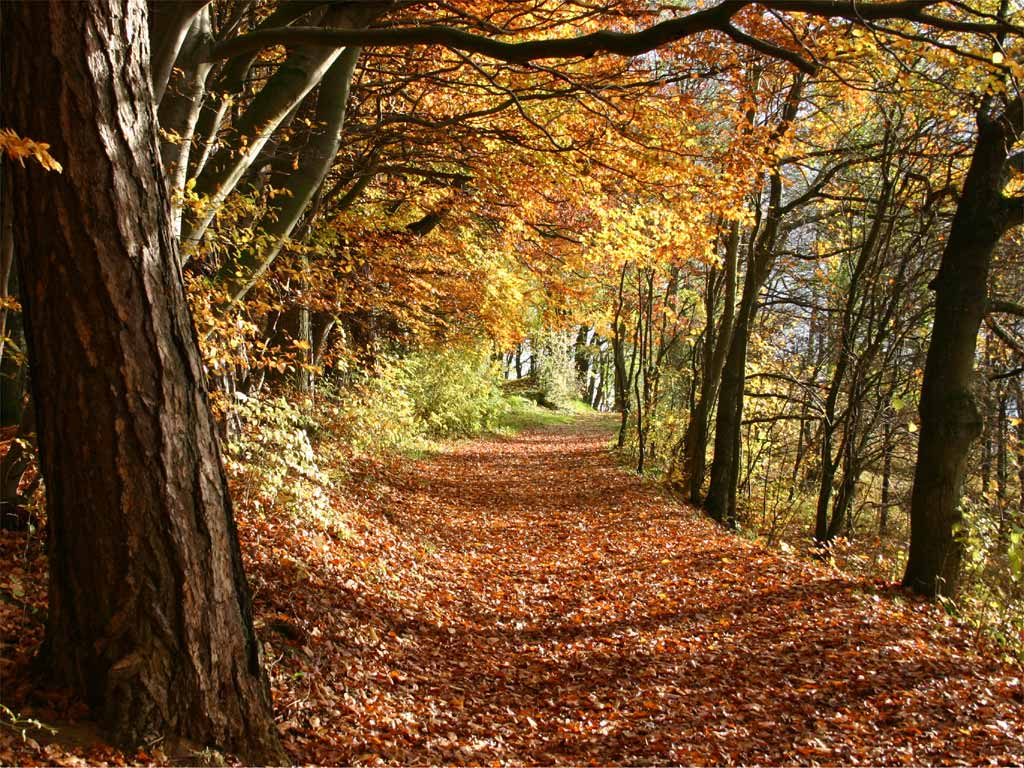
Herbstlicher Wald

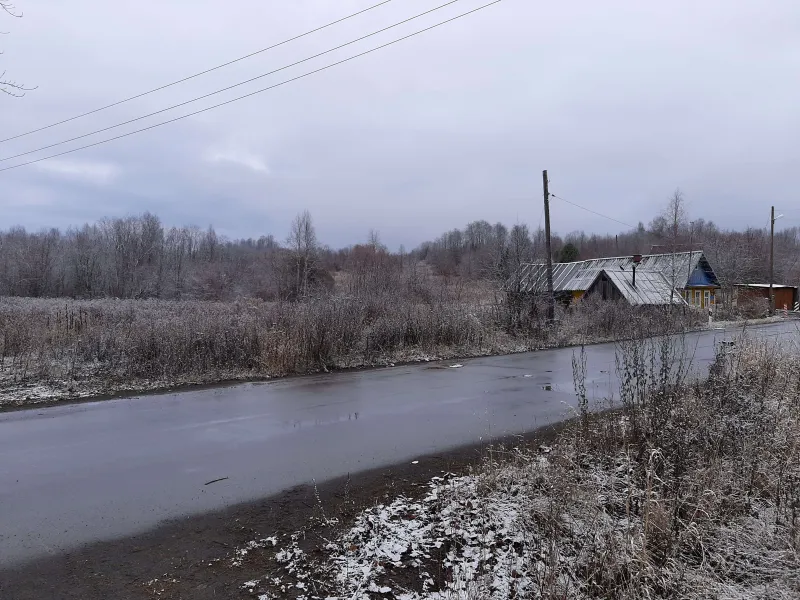
Später Herbst (November) in Karelien. Schnee liegt schon auf dem Boden

Der Herbst ist eine der vier meteorologischen und astronomischen Jahreszeiten. Herbst ist die Jahreszeit zwischen dem Sommer und Winter.
In den gemäßigten Zonen ist er die Zeit der Ernte und des Blätterfalls. Im Herbst der Nordhalbkugel bewegt sich die Sonne scheinbar vom Himmelsäquator zum südlichen Wendekreis.
Astronomisch beginnt der Herbst hier mit der Tag-und-Nacht-Gleiche am 22. oder 23. September, meteoro- und biologisch wird er meist Anfang September angesetzt. Für die Südhalbkugel ist der astronomische Beginn am 20./21. März.
Der Herbst endet astronomisch am 21. oder 22. Dezember auf der Nordhalbkugel und am 21. Juni auf der Südhalbkugel (Wintersonnenwende).

## Etymologie
Das Wort Herbst hat sprachgeschichtlich denselben Ursprung wie das englische Wort harvest „Ernte(zeit)“. Beide gehen über urgermanisch *harbistaz auf eine urindogermanische Wurzel *karp- „pflücken, ernten“ zurück, die sich auch in lateinisch carpere „pflücken“, altgriechisch karpós „Frucht, Ertrag“, krōpíon „Sichel“, litauisch kirpti „schneiden“ und altindisch kṛpāṇaḥ „Schwert“ findet. Ursprünglich bedeutete das Wort Herbst „Erntezeit“. Diese landwirtschaftliche Bedeutung blieb bis zum 16. Jahrhundert im Englischen erhalten und teilte sich danach zu „autumn“ und „fall“ auf, während sie sich im Deutschen zur allgemeinen Bezeichnung der Jahreszeit verschob. Im südwestdeutschen Sprachraum lebt die ursprüngliche Wortbedeutung als Dialekt- bzw. Fachausdruck für die (Wein)lese fort: Diese Tätigkeit wird dort verbreitet mit herbsten bezeichnet. Im selben Gebiet heißt die Jahreszeit Spätjahr (als Spiegelform von Frühjahr).

## Nord- und Südherbst
Je nachdem, ob der Herbst auf der Süd- oder der Nordhalbkugel herrscht, wird unterschieden zwischen Südherbst und Nordherbst. Wegen des wandernden Zenitstandes der Sonne zwischen südlichem und nördlichem Wendekreis wiederholt sich der Herbst in jeder Hemisphäre mit einem jährlichen Turnus. Es ist daher auch möglich, aus einem Südherbst einen Nordfrühling zu folgern, und umgekehrt.
Astronomisch beginnt er mit dem Herbst-Äquinoktium; (man spricht auch vom Equinox oder der Tag-und-Nacht-Gleiche):
- auf der Nordhemisphäre am 22. oder 23. September,
- auf der Südhemisphäre am 20. März oder in der Nacht zum 21. März,
- und endet mit der Wintersonnenwende (21. oder 22. Dezember auf der Nordhalbkugel, bzw. am 21. Juni im Süden).

Da die Umlaufbahn der Erde um die Sonne um 1,67 Prozent von einer Kreisbahn abweicht, sind die vier Jahreszeiten nicht ganz gleich lang. Der phänologische Herbstbeginn kann klimatisch vom astronomischen abweichen. Unterschieden wird hierbei auch zwischen Frühherbst, Vollherbst und Spätherbst.
Genähert werden dem Herbst die Monate September, Oktober und November in der nördlichen Hemisphäre zugeteilt, bzw. März, April und Mai in der südlichen Hemisphäre.
Im Herbst verfärben sich die Blätter an den Bäumen, bevor sie dann abfallen. Ursache ist der langsame Rückzug der Pflanzensäfte in den Stamm bzw. in die Wurzeln. Das Chlorophyll wird abgebaut und andere Blattfarbstoffe sorgen für die bunte Färbung. Bei diesen Farbstoffen handelt es sich z. B. um Carotinoide und Anthocyane. Teils sind sie im Blatt bereits vorhanden, teils werden sie neu gebildet, so bei den Anthocyanen. Die Farbstoffe besitzen eine Schutzfunktion vor dem Sonnenlicht, sodass die im Blatt vorhandenen Säfte in den Stamm überführt werden können, bevor dieses schließlich abfällt (siehe Laubfall).
In den Herbst fällt in einigen Ländern der Welt auch die Umstellung der Uhrzeit von der Sommerzeit auf die normale Zeit.

## Herbstfeste
- Erntedankfest bzw. Thanksgiving
- Oktoberfest
- Halloween
- Reformationstag
- Allerheiligen
- Martinstag
- Sukkot, jüdisches Laubhüttenfest
- Momijigari, japanische Tradition

## Lyrik
Wie auch die anderen Jahreszeiten ist der Herbst ein beliebtes Motiv in der Lyrik. Eine Auswahl von Herbstgedichten aus dem 18. bis zum 20. Jahrhundert findet sich bei Wikisource unter dem Stichwort Herbst.

## Galerie

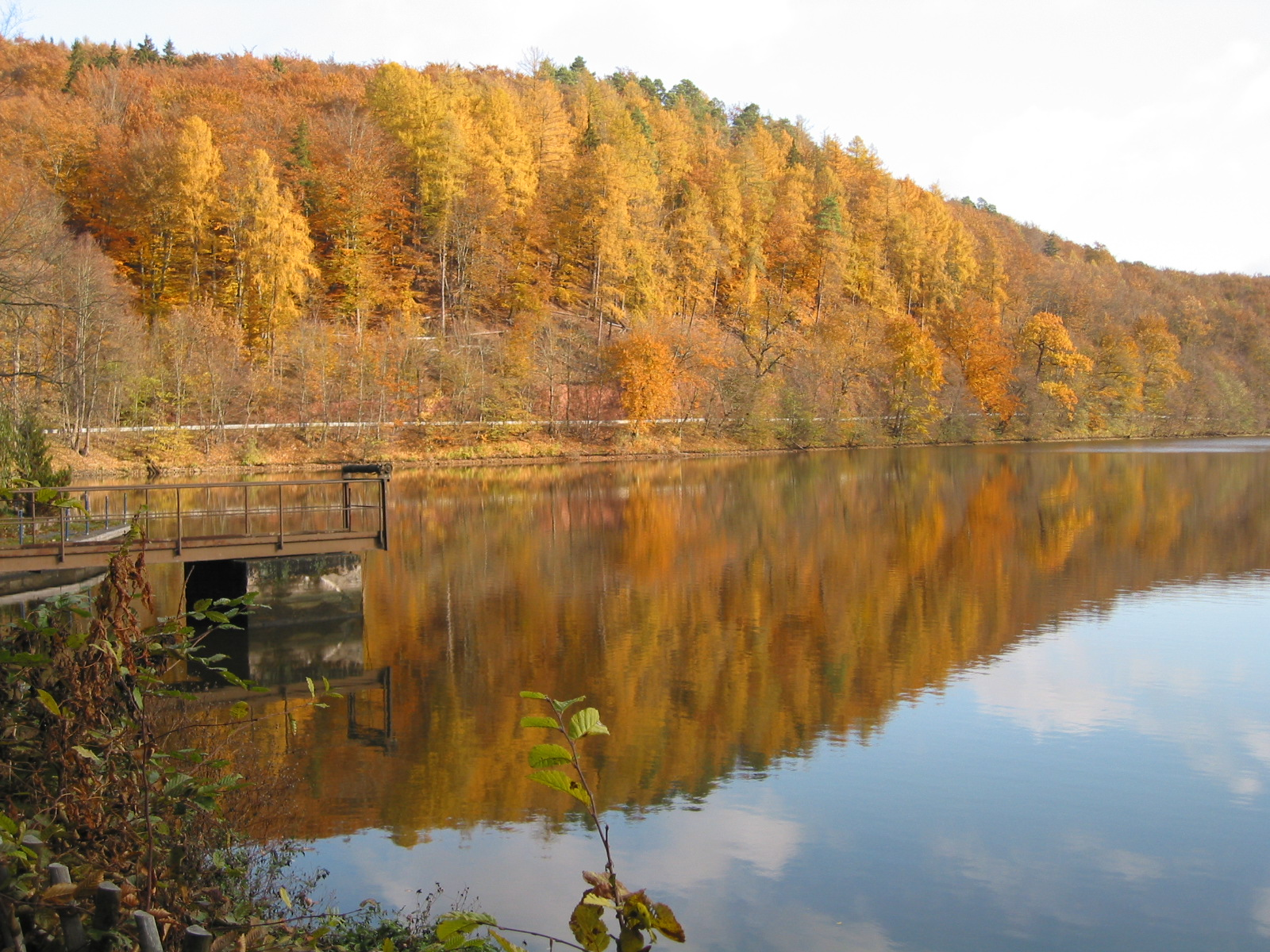
Herbstlich gefärbter Laubwald am See
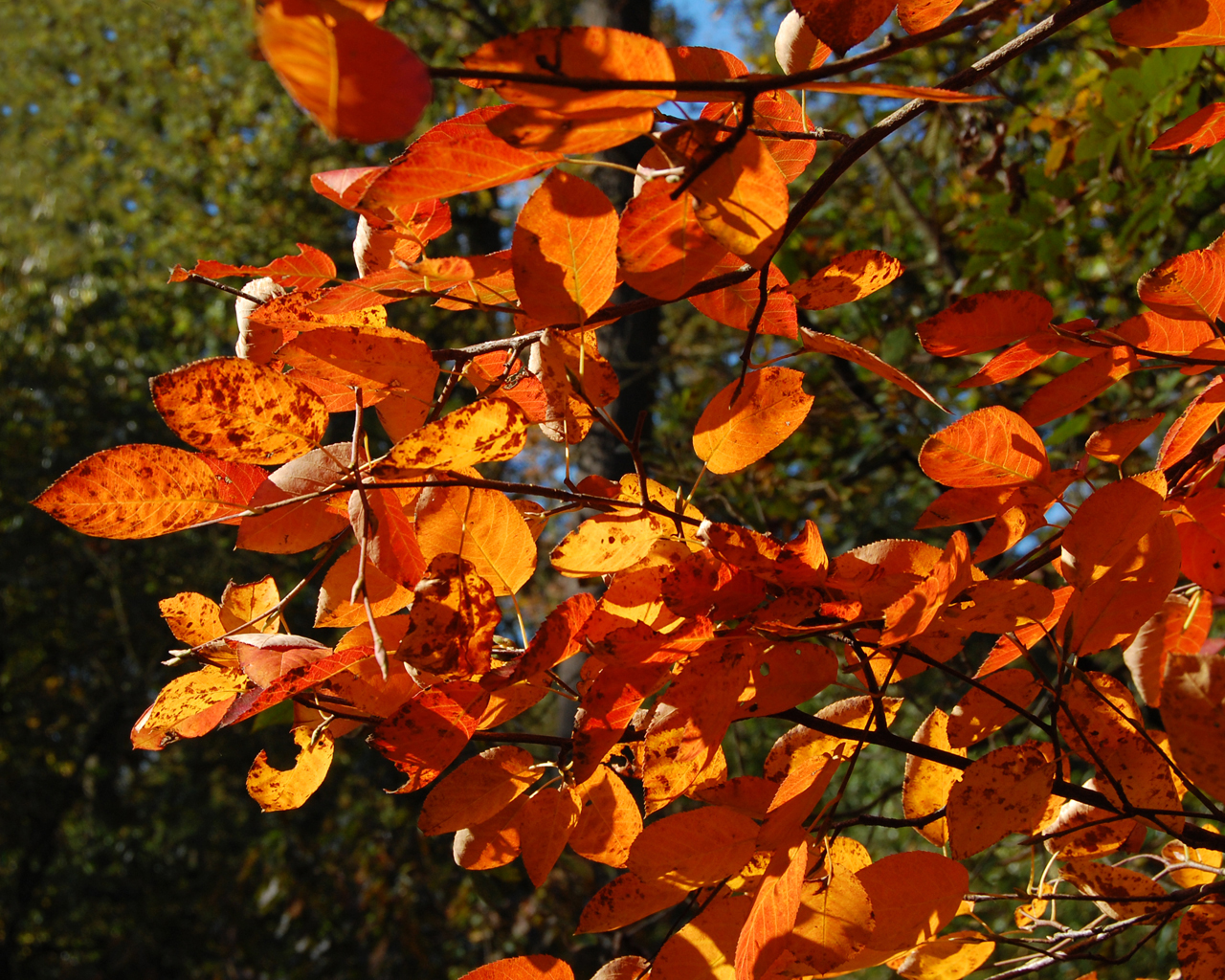
Nicht nur Sturm- und Regenwetter, auch buntes Laub gehört zum Herbst
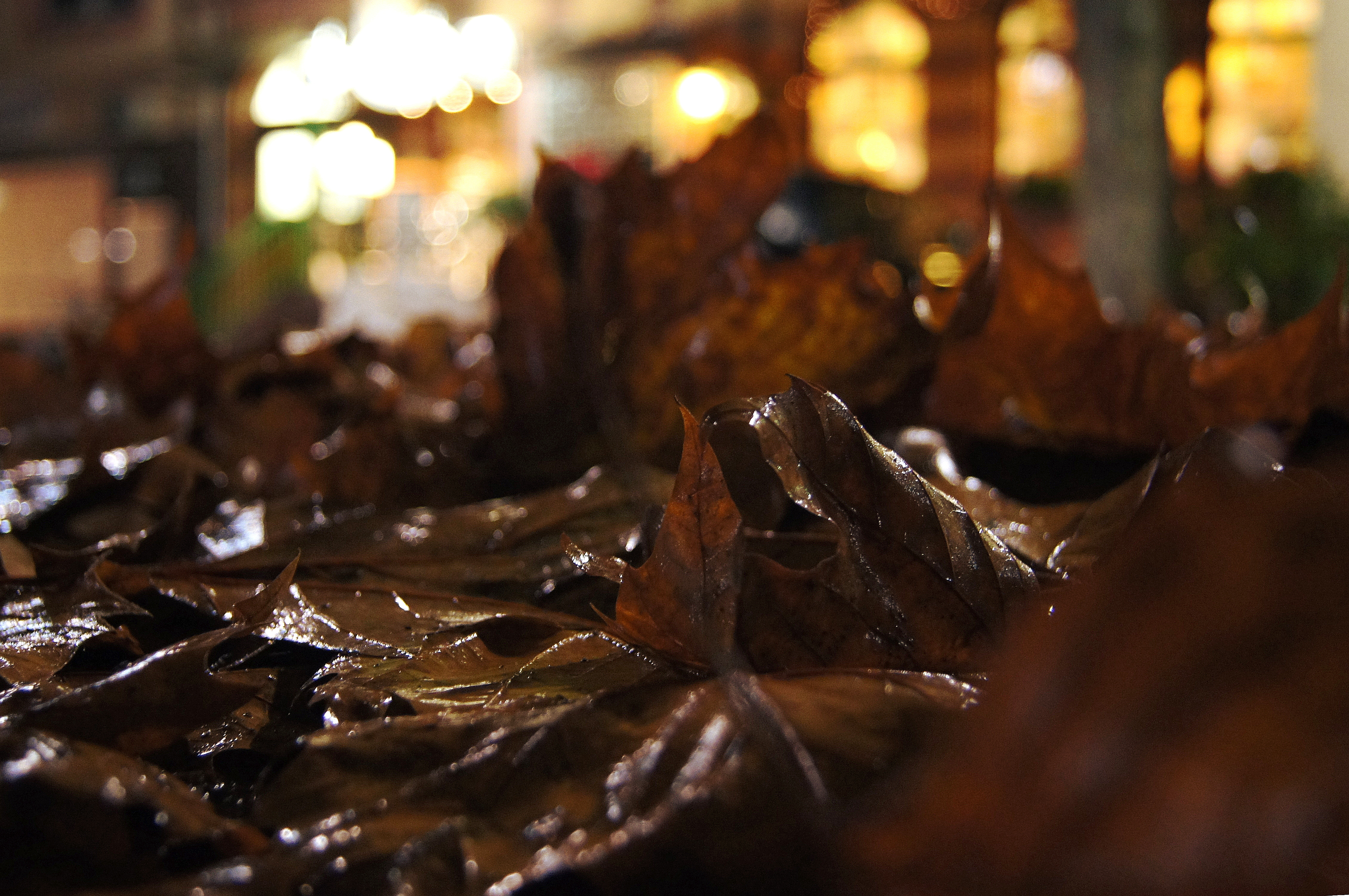
Nasses Herbstlaub in der Stadt
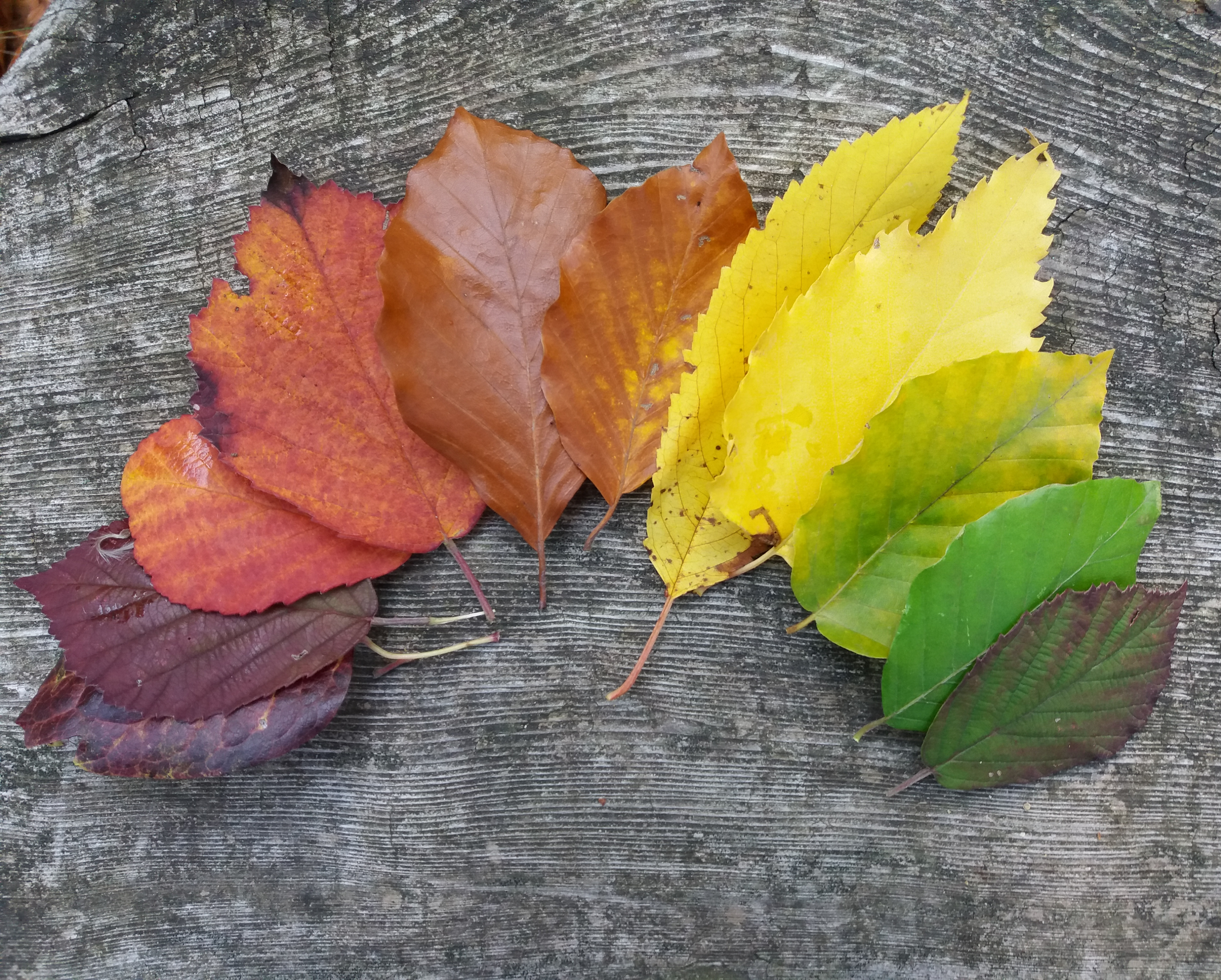
Blattfärbung im Herbst
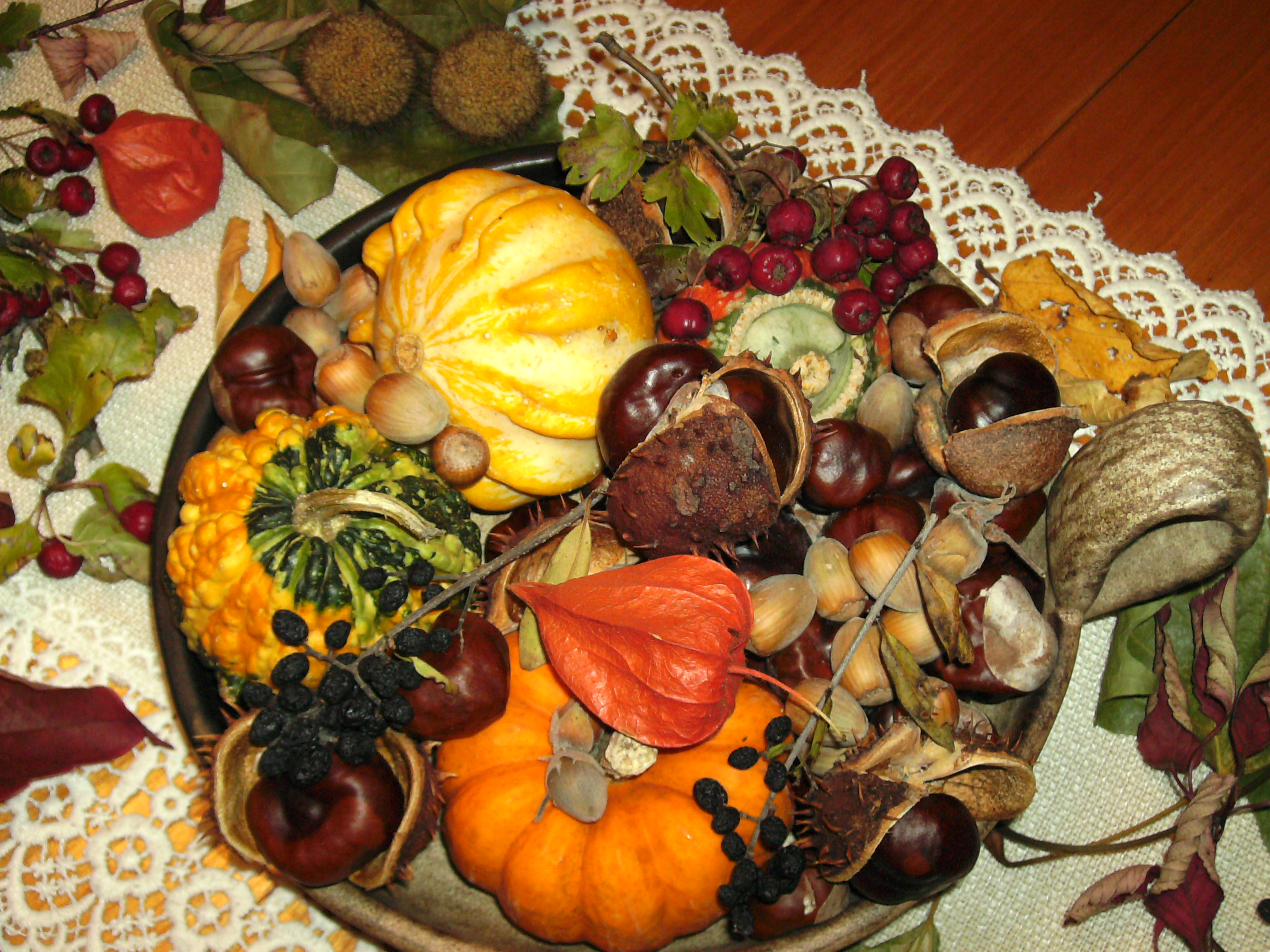
Herbstliche Tischdekoration
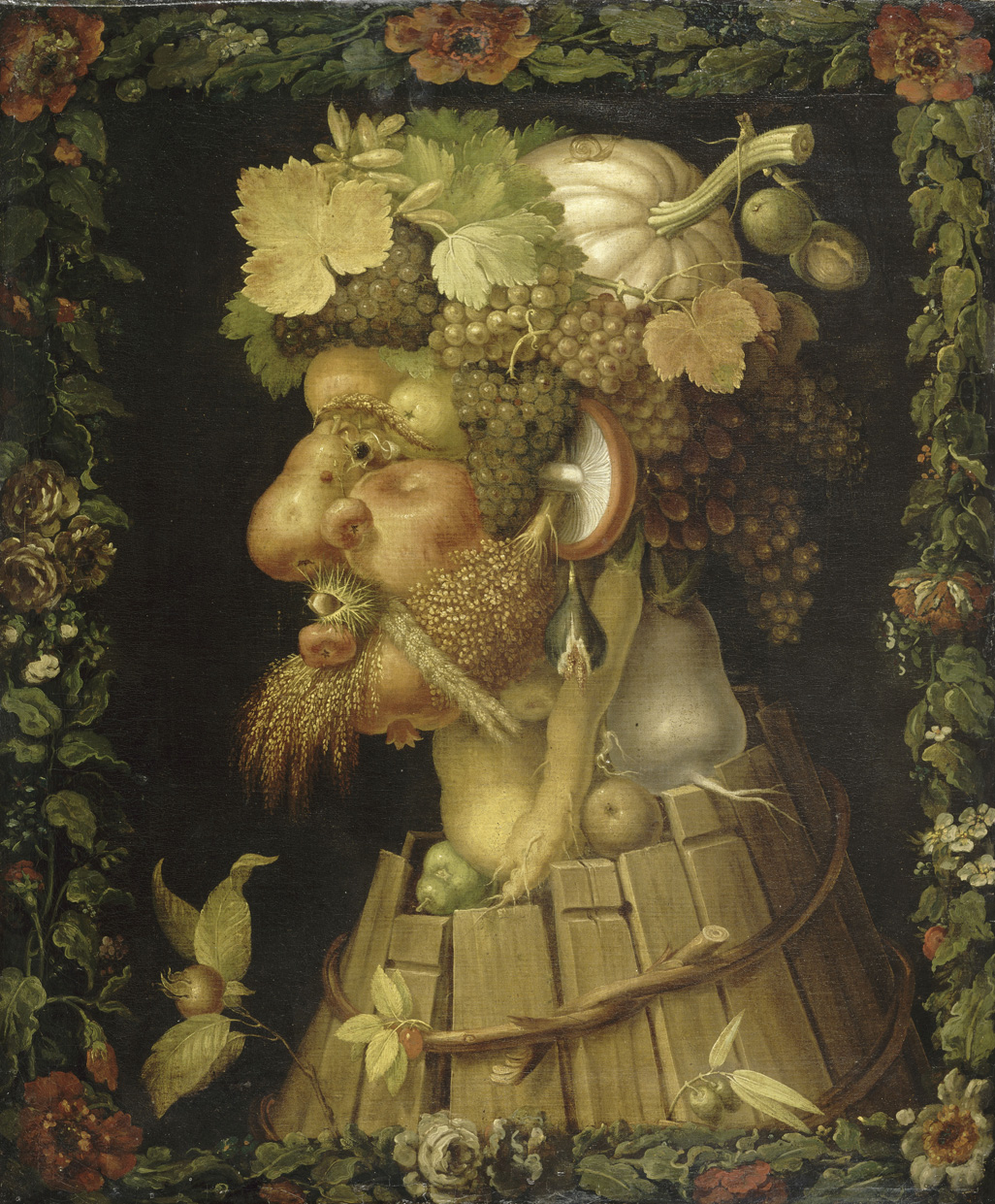
Herbst von Arcimboldo